# انتخابات ۲۰۱۴ سنای ایالات متحده آمریکا
انتخابات ۲۰۱۴ سنای ایالات متحده آمریکا در ۴ نوامبر، ۲۰۱۴ برگزار و ۳۳ تا از ۱۰۰ کرسی سنا در انتخاباتی که برندگانش در دوره‌ای شش ساله از ۳ ژانویه ۲۰۱۵ تا ۳ ژانویه ۲۰۲۱ مشغول به کار خواهند بود برگزیده شدند. حزب جمهوریخواه برای در اختیار گرفتن سنا نیاز به کسب حداقل شش کرسی داشت که با کسب هفت کرسی بدین هدف رسید و برای نخستین بار پس از سال ۲۰۰۶ کنترل سنا را در دست گرفت.
انتخابات مجلس نمایندگان ایالات متحده، ۲۰۱۴ و بسیاری انتخابات‌های ایالتی و محلی هم در همین روز برگزار شد.
در نوامبر ۲۰۱۴ برای ۳۶ کرسی سنا انتخابات برگزار شد که ۲۱ ای از آنها در دست دمکرات‌ها و ۱۵ تایشان در دست جمهوریخواهان بود. نظرسنجی در اوایل سپتامبر نشان می‌داد که حزب جمهوریخواه احتمالاً کنترل سنا را با به دست آوردن شش کرسی از آن خود خواهد کرد. این انتخابات مصادف با صدمین سالگرد انتخاب مستقیم سناتورهای ایالات متحده بود.

کرسی مطمئناً دمکرات
کرسی رقابتی در اختیار دمکرات
کرسی مطمئناً جمهوریخواه
کرسی رقابتی در اختیار جمهوریخواه